# Gora Rovnaja
Gora Rovnaja (englische Transkription von russisch Гора Ровная Gora Rownaja, deutsch ‚Glatter Berg‘) ist ein Nunatak im ostantarktischen Mac-Robertson-Land. Er ragt im Mawson Escarpment auf.
Russische Wissenschaftler benannten ihn.